# Asturien-Rundfahrt 2016
Die 59. Asturien-Rundfahrt 2016 (Vuelta a Asturias Julio Alvarez Mendo) war ein spanisches Straßenradrennen. Das Etappenrennen führte om 30. April bis zum 2. Mai 2016 durch die autonome Region Asturien im Nordwesten von Spanien. Es gehörte zur UCI Europe Tour 2016 und war dort in der Kategorie 2.1 eingestuft.

## Teilnehmende Mannschaften
| WorldTeam- Movistar Team Professional Continental Team- Caja Rural-Seguros RGA Continental Teams (12)- Boyacá Raza de Campeones - Burgos-BH - Dare Gobic - D'Amico Bottecchia - Euskadi Basque Country-Murias - Inteja-MMR Dominican - Lokosphinx - Louletano-Hospital de Loulé - Manzana Postobón - Massi-Kuwait Project - Rádio Popular-Boavista - W52-FC Porto Nationalmannschaft- Spanien |
| |

## Etappen
| Etappe    | Datum    | Etappenorte                 | type              | Länge (km) | Etappensieger   | Gesamtführender |
| --------- | -------- | --------------------------- | ----------------- | ---------- | --------------- | --------------- |
| 1. Etappe | 30. Apr. | Oviedo – Alto del Acebo     | Hochgebirgsetappe | 152,5      | Hugh Carthy     | Hugh Carthy     |
| 2. Etappe | 1. Mai   | Cangas del Narcea – La Pola | Hügelige Etappe   | 186,7      | Carlos Betancur | Hugh Carthy     |
| 3. Etappe | 2. Mai   | Bueño – Oviedo              | Hügelige Etappe   | 121,5      | Daniel Moreno   | Hugh Carthy     |

## Gesamtwertung
| \| Gesamtwertung \| Gesamtwertung \| Gesamtwertung \| Gesamtwertung \| Gesamtwertung \| \| Fahrer \| Fahrer \| Land \| Team \| Zeit \| \| ------------- \| ---------------- \| ---------------------- \| ----------------------------- \| ---------------- \| \| 1. \| Hugh Carthy \| Vereinigtes Königreich \| Caja Rural-Seguros RGA \| 11 h 50 min 53 s \| \| 2. \| Sergio Pardilla \| Spanien \| Caja Rural-Seguros RGA \| + 22 s \| \| 3. \| Daniel Moreno \| Spanien \| Movistar Team \| + 53 s \| \| 4. \| Garikoitz Bravo \| Spanien \| Euskadi Basque Country-Murias \| + 55 s \| \| 5. \| Mikel Bizkarra \| Spanien \| Euskadi Basque Country-Murias \| + 1 min 09 s \| \| 6. \| Heiner Parra \| Kolumbien \| Boyacá Raza de Campeones \| + 1 min 42 s \| \| 7. \| Ángel Madrazo \| Spanien \| Caja Rural-Seguros RGA \| + 2 min 04 s \| \| 8. \| António Carvalho \| Portugal \| W52-FC Porto \| + 2 min 16 s \| \| 9. \| David Rodrigues \| Portugal \| Rádio Popular-Boavista \| + 2 min 16 s \| \| 10. \| Fabricio Ferrari \| Uruguay \| Caja Rural-Seguros RGA \| + 2 min 17 s \| |                  |                        |                               |                  |
| |                  |                        |                               |                  |
| Quellen: ProCyclingStats Cycling Quotient Cycling Archives |                  |                        |                               |                  |
| Gesamtwertung |                  |                        |                               |                  |
| Fahrer | Fahrer           | Land                   | Team                          | Zeit             |
| 1. | Hugh Carthy      | Vereinigtes Königreich | Caja Rural-Seguros RGA        | 11 h 50 min 53 s |
| 2. | Sergio Pardilla  | Spanien                | Caja Rural-Seguros RGA        | + 22 s           |
| 3. | Daniel Moreno    | Spanien                | Movistar Team                 | + 53 s           |
| 4. | Garikoitz Bravo  | Spanien                | Euskadi Basque Country-Murias | + 55 s           |
| 5. | Mikel Bizkarra   | Spanien                | Euskadi Basque Country-Murias | + 1 min 09 s     |
| 6. | Heiner Parra     | Kolumbien              | Boyacá Raza de Campeones      | + 1 min 42 s     |
| 7. | Ángel Madrazo    | Spanien                | Caja Rural-Seguros RGA        | + 2 min 04 s     |
| 8. | António Carvalho | Portugal               | W52-FC Porto                  | + 2 min 16 s     |
| 9. | David Rodrigues  | Portugal               | Rádio Popular-Boavista        | + 2 min 16 s     |
| 10. | Fabricio Ferrari | Uruguay                | Caja Rural-Seguros RGA        | + 2 min 17 s     |

## Wertungstrikots
| Etappe         | Etappensieger   | Gesamtwertung | Punktewertung   | Bergwertung  | Sprintwertung | Teamwertung            |
| -------------- | --------------- | ------------- | --------------- | ------------ | ------------- | ---------------------- |
| 1              | Hugh Carthy     | Hugh Carthy   | Hugh Carthy     | Raúl Alarcón | Diego Milán   | Caja Rural-Seguros RGA |
| 2              | Carlos Betancur | Hugh Carthy   | Sergio Pardilla | Raúl Alarcón | Diego Milán   | Caja Rural-Seguros RGA |
| 3              | Daniel Moreno   | Hugh Carthy   | Daniel Moreno   | Raúl Alarcón | Diego Milán   | Caja Rural-Seguros RGA |
| Wertungssieger | Wertungssieger  | Hugh Carthy   | Daniel Moreno   | Raúl Alarcón | Diego Milán   | Caja Rural-Seguros RGA |